# Bancal-Bucht
Die Bancal-Bucht ist eine flache Meeresbucht im Nordosten der Insel Panay auf den Philippinen, an der die Gemeinden Balasan und Carles liegen.
Sie ist eine Meeresausbuchtung im Westen der Visayas-See. Ihr sind zahlreiche Inseln vorgelagert, von denen die größten die Inseln Gigantes, Binuluangan, Calagnaan und Sicogon sind. Die Küstenlinie der Bucht weist eine Mischung aus Mangrovenwäldern und Wattflächen auf. Im Inselinneren liegen zahlreiche Fischteiche, die teilweise für Aquakulturen genutzt werden. Zahlreiche kleinere Flüsse und Bäche münden in die Bucht. In der Bucht ist das Vorkommen der Muschelarten Spondylus barbatus, Malleus maleus, Placuma sella und der Flügelschnecke Strombus canarium bekannt, die traditionell in der Gezeitenzone eingesammelt und in tieferem Wasser von Tauchern geborgen werden.
Die Bucht hat ein tropisch-feuchtes Klima ohne Trockenzeit. Die trockensten Monate sind November bis April, den Rest des Jahres fallen zum Teil starke Niederschläge. 

## Weblink
- die Bancal Bay auf der Website des ASEAN Centre for Biodiversity (englisch)